# Susanne Fries-Gaier

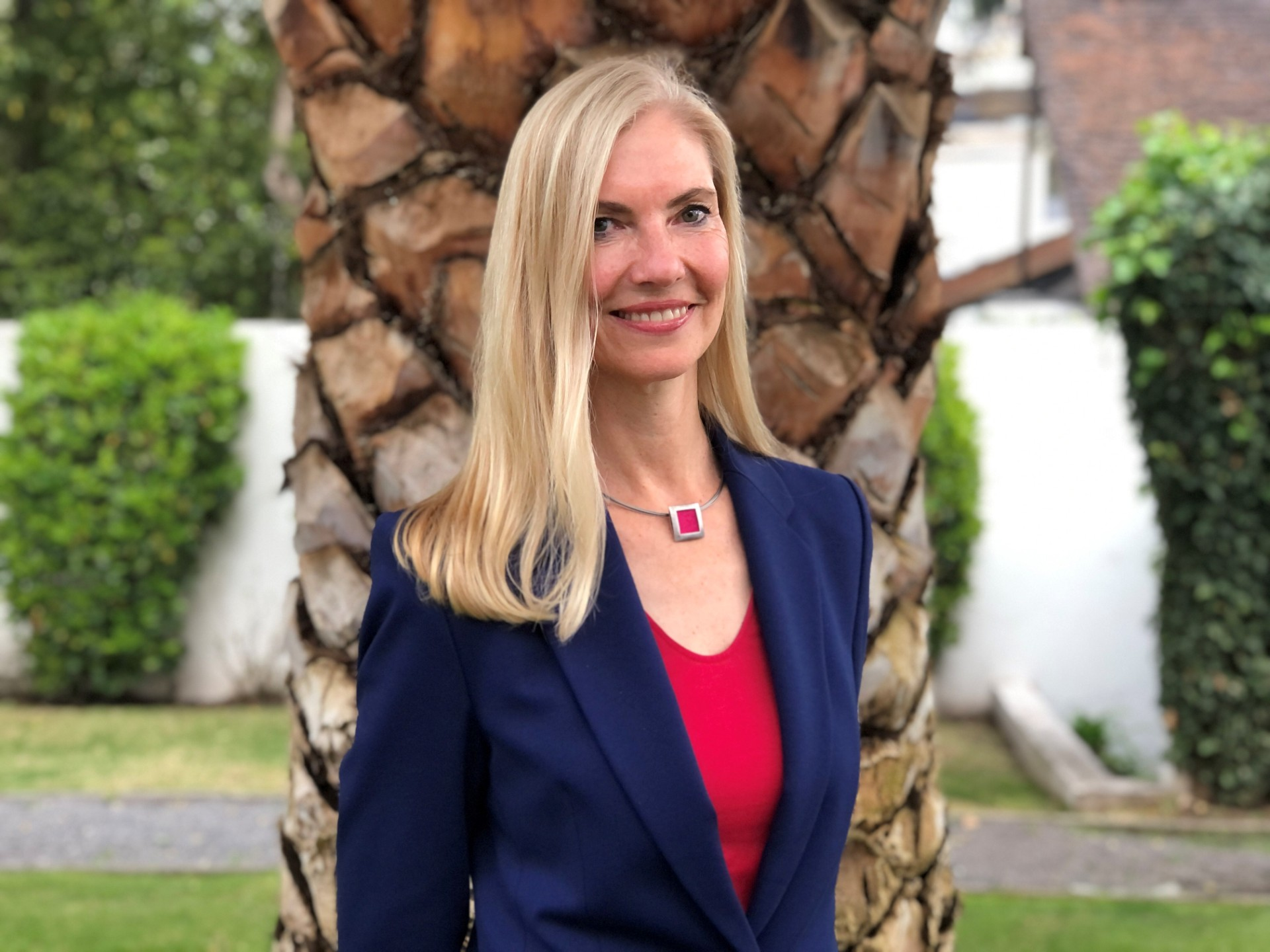
Susanne Fries-Gaier (2024)

Susanne Fries-Gaier (* 5. Juli 1968) ist eine deutsche Diplomatin. Sie ist seit August 2024 Botschafterin in Chile und leitet als solche die Botschaft Santiago. Vorher war sie seit 2021 stellvertretende Leiterin der Abteilung Krisenprävention, Stabilisierung, Friedensförderung und humanitäre Hilfe sowie Beauftragte für humanitäre Hilfe im Auswärtigen Amt.

## Laufbahn
Fries-Gaier legte im August 1987 ihre Abiturprüfung am Gymnasium Herborn ab. Anschließend nahm sie in der Aus- und Fortbildungsstätte des Auswärtigen Amts in Bonn-Ippendorf an der Ausbildung zum gehobenen Dienst teil, die sie 1991 als Bachelor of Arts in öffentlicher Verwaltung abschloss.
Von 1991 bis 2002 absolvierte sie dienstbegleitend ein Studium der Politikwissenschaft an der Fernuniversität Hagen. In dieser Zeit war sie als Sachbearbeiterin im Pressereferat und in der Rechtsabteilung der Zentrale des Auswärtigen Amts sowie am Generalkonsulat Zürich eingesetzt.
Fries-Gaier nahm erfolgreich am Auswahlverfahren für die höhere Laufbahn des Auswärtigen Diensts teil und absolvierte von 2002 bis 2003 die entsprechende Zusatzausbildung.
Von 2003 bis 2006 war sie als Referentin für chinesische Innenpolitik an der Botschaft Peking eingesetzt. Es folgte eine Verwendung in der Abteilung für Globale Fragen und die Vereinten Nationen von 2006 bis 2008 im Auswärtigen Amt. Bis 2010 wechselte sie innerhalb der Zentrale des Auswärtigen Amts in das Referat für Personal.
Im Juli 2010 wurde Fries-Gaier an die Ständige Vertretung bei den Vereinten Nationen in New York versetzt. Sie diente dort bis zum Sommer 2013 als Botschaftsrätin in der politischen Abteilung. Zurück im Auswärtigen Amt wurde sie bis Sommer 2017 mit der stellvertretenden Referatsleitung für VN-Fragen betraut.
Sie ging dann für ein Jahr als Leiterin der politischen Abteilung an die Ständige Vertretung bei den Vereinten Nationen in Genf. Von dort aus wurde sie im Sommer 2018 in den Geschäftsbereich des Bundeskanzleramts versetzt, wo sie Leiterin der Abteilung für die Vereinten Nationen, globale Fragen, Subsahara-Afrika und Sahel wurde.
Im August 2021 folgte die Beauftragung als stellvertretende Leiterin der Abteilung Krisenprävention, Stabilisierung, Friedensförderung und humanitäre Hilfe sowie Beauftragte für humanitäre Hilfe im Auswärtigen Amt. Sie gehörte zu den verantwortlichen Redakteuren für den Spartenkanal  @AA_stabilisiert des Auswärtigen Amts in dem sozialen Netzwerk X.
Sie ist seit August 2024 Botschafterin in Chile und leitet als solche die Botschaft Santiago.
Fries-Gaier ist Mitglied der Deutschen Gesellschaft für Auswärtige Politik (DGAP) und der Vereinigung Women in International Security (WIIS).
Sie ist mit dem deutschen Diplomaten Achim Gaier verheiratet.

## Veröffentlichungen
- Susanne Fries-Gaier, Heidrun Fritze: Mitgestaltung oder Scheinpartizipation der Jugend? In: Vereinte Nationen: German Review on the United Nations. Band 66, Nr. 5, 2018, S. 201–206, JSTOR:48551305.